# Vâghelâ
1243–1297
Entités précédentes :
- Solankî

Entités suivantes :
- Sultanat de Delhi

Les Vâghelâ, appelés aussi Bâghelâ ou Vyâgrapatti, sont une dynastie hindoue régnant sur la péninsule du Kâthiawâr au Goujerat au cours du XIIIe siècle.
Les Vâghelâ étaient des vassaux des Solankî basés dans la ville de Dholka. Lorsque les Solankî entrent en déclin, vers 1243, leur ministre Lavanaprâsada s'empare du pouvoir et installe sa dynastie. Les Vâghelâ ramènent la stabilité au Goujerat pour la deuxième moitié du XIIIe siècle et ses râjas et ses fonctionnaires protègent les arts. Ainsi Vîrama (Vîradhavala) et deux de ses ministres, Vastupal et Tejpar, sont à l'origine des temples de Dilwara du mont Âbû au Rajasthan et ceux de Girnar. Son successeur et frère Vishâldeva est à l'origine des temples de Dabhoi et de la ville de Vishalnagar. Karnâdeva, le dernier râja Vâghelâ, subit en 1297 les attaques de Alâ ud-Dîn Khaljî qui fait la conquête du Goujerat et met fin au pouvoir hindou dans la région. Hu

## Les râja Vâghelâ d'après la tradition
- Vîrama (Vîradhavala), mort vers 1243, met fin au pouvoir Solankî en 1232,
- Vishâldeva, son frère, défait les Yâdava,
- Arjuna, son neveu,
- Sârangadeva, son fils,
- Karnâdeva, neveu de Sârangadeva, règne de 1296 à 1304.